# Краньец, Жан
Жан Краньец (словен. Žan Kranjec; род. 15 ноября 1992, Любляна) — словенский горнолыжник, серебряный призёр Олимпийских игр 2022 года в гигантском слаломе. Специализируется в гигантском слаломе. Участник Олимпийских игр 2014 и 2018 года.

## Карьера
Краньец, родился в Любляне, дебютировал в соревнованиях 23 ноября 2007 года в Гейло, Норвегия. Три года спустя, 8 марта 2010 года, в Краньска Горе он дебютировал на этапе Кубка Европы, достигнув 40-го места в гигантском слаломе.
В 2013 году он участвовал на чемпионате мира в Шладминге (в Австрии), заняв 22-е место в гигантском слаломе.
3 декабря 2013 года он выиграл первый подиум в Кубке Европы, заняв третье место в гигантском слаломе, проходившем в Клёвшё / Вемдален в Швеции; позже он получил первые очки на Кубке мира, благодаря 23-му месту, завоеванному в слаломе в Бадии 22 декабря.
На XXII зимних Олимпийских играх в Сочи 2014 года, во время своего первого олимпийского участия, он занял 23- е место в гигантском слаломе; По окончании сезона в Кубке Европы он стал победителем турнирной таблицы по слалому-гиганту.
На чемпионате мира в Вейле / Бивер-Крик 2015 он был 32-м в специальном слаломе и не завершил гигантский слалом; два года спустя, на чемпионате мира в Санкт-Морице 2017 года, он не прошел ни гигантский слалом, ни специальный слалом.
17 декабря 2017 года он занял свой первый подиум на Кубке мира (3-й) в гигантском слаломе Гранд-Риса в Альта Бадия.
На XXIII зимних Олимпийских играх в Пхенчхане в 2018 году он занял 4-е место в гигантском слаломе, 9-е в командном зачете и не прошёл специальный слалом. 19 декабря того же года он одержал свою первую победу на этапе Кубка мира в гигантском слаломе в Заальбах-Хинтерглемме.

## Олимпийские игры
- 23-е место в гигантском слаломе на Олимпийских играх 2014;
- 4-е место в гигантском слаломе на Олимпийских играх 2018.
- Серебро в гигантском слаломе на Олимпийских играх 2022.

### Победы на этапах Кубка мира (2)
| № | Сезон   | Дата        | Место               | Дисциплина            |
| - | ------- | ----------- | ------------------- | --------------------- |
| 1 | 2018/19 | 19 дек 2018 | Зальбах-Хинтерглемм | Гигантский слалом     |
| 2 | 2019/20 | 11 янв 2020 | Адельбоден          | Гигантский слалом (2) |